# Mario Caiano
Mario Caiano (* 13. Februar 1933 in Rom; † 20. September 2015 ebenda) war ein italienischer Filmregisseur, Drehbuchautor und Filmproduzent.

## Leben
Caiano wurde als Sohn des Regisseurs und Produzenten Carlo Caiano in Rom geboren, studierte zunächst Philologie und spezialisierte sich auf griechisch-römische Archäologie. Nebenbei begann er für Cinecittà zu arbeiten. Während der 1950er Jahre lernte er so als Regieassistent das Filmhandwerk von Regisseuren wie Sergio Grieco, Carlo Ludovico Bragaglia und Riccardo Freda.
Als er 1961 seinen ersten Film inszenierte, begann er damit eine lange Reihe von Unterhaltungsfilmen, bei denen Caiano sich nie auf ein Genre oder einen Stil festlegen ließ. Er war ein verlässlicher Handwerker, der (meist nach eigenem Drehbuch) Peplums, Abenteuerfilme, Western oder Kriminalfilme herstellte und sich ab Ende der 1970er Jahre auch mühelos im Fernsehen zurechtfand.
Dort startete er eine zweite Karriere, die er bis ins Jahr 2001 fortsetzte, oftmals mit Miniserien für die RAI.
Caiano benutzte einige Pseudonyme, so William Hawkins, Allan Grunewald, Allen Grünewald, Mike Perkins und Edoardo Re.
Mario Caiano starb am 20. September 2015 im Alter von 82 Jahren in seiner Heimatstadt Rom.

## Filmografie (Auswahl)

### Drehbuchautor
- 1958: Der Korsar von Monte Forte (Il pirata dello sparviero nero)
- 1960: Suleiman, der Eroberer (Solimano il conquistatore)
- 1962: Der Sohn von Captain Blood (Il figlio del capitano Blood)
- 1963: Die drei Unerbittlichen (Tres hombres buenos)
- 1963: Perseus – Der Unbesiegbare (Perseo l’invincibile)
- 1968: Ein Schuss zuviel (Dos hombres van a morir)

### Regie (Auswahl)
- 1962: Herkules, der Sohn der Götter (Ulisse contro Ercole)
- 1963: Zorro, der Mann mit den zwei Gesichtern (Il segno di Zorro)
- 1963: Mit Colt und Maske (Il segno del Coyote)
- 1963: Der Tiger von Sardes (Goliath e la schiava ribelle)
- 1964: Kaiser der Gladiatoren (I due gladiatori)
- 1964: Maciste, der Held von Sparta (Maciste, gladiatore di Sparta)
- 1964: Die letzten Zwei vom Rio Bravo (Le pistole non discutono)
- 1965: Die Rückkehr des Gefürchteten (Erik il Vichingo)
- 1965: Eine Bahre für den Sheriff (Una bara per lo sceriffo)
- 1966: Leise töten die Spione (Le spie uccidono in silenzio)
- 1967: Es geht um deinen Kopf, Amigo (Ringo, il volto della vendetta)
- 1967: Das Superding (Per piacere, non sparate col cannone)
- 1967: Das Todeslied von Laramie (Sette pistole per un massacro)
- 1968: Django spricht das Nachtgebet (Il suo nome gridava vendetta)
- 1968: Der letzte Zug nach Durango (Un treno per Durango)
- 1969: Liebesvögel (Lovebirds)
- 1973: Der Mann mit der Kugelpeitsche (Il mio nome è Shangai Joe)
- 1976: Die letzte Rechnung schreibt der Tod (Milano violenta)
- 1977: Die Killer-Meute (Napoli spara)
- 1982: Anna, Ciro & Co. (Anna, Ciro e compagnia) (Fernseh-Miniserie)
- 1985: Die grüne Brigade (Brigade verte) (Fernseh-Miniserie, 2 Folgen)
- 1999: Tre addii (Fernsehfilm)
- 2002: Io ti salverò (Fernsehfilm)